# Wilkes-Barre, Pennsylvania
Wilkes-Barre là một thành phố thuộc quận Luzerne, tiểu bang Pennsylvania, Hoa Kỳ. Năm 2010, dân số của xã này là 41498 người.